# جون إف. بيرد
جون إف. بيرد هو فلاح وسياسي أمريكي، ولد في 13 أغسطس 1822، وتوفي في 2 أكتوبر 1891. انتخب عضو جمعية ولاية ويسكونسن ‏.